# Galactia
Genre
Synonymes
- Collaea DC.
- Odonia Bertol[1]
- Betencourtia A.St.-Hil[2].
- Galaction St.-Lag[2].
- Heterocarpaea Scheele[2]
- Leucodyction Dalzell[2]

Galactia est un genre de plantes à fleurs dicotylédones de la famille des Fabaceae, sous-famille des Faboideae, à répartition pantropicale, qui comprend une centaine d'espèces acceptées.

## Liste d'espèces
Selon The Plant List (11 octobre 2018) :
- Galactia acapulcensis Rose
- Galactia acuminata Steyerm.
- Galactia albiflora Urb.
- Galactia anomala Lundell
- Galactia argentea Brandegee
- Galactia argentifolia S.Moore
- Galactia augustii Harms
- Galactia benthamiana Micheli
- Galactia boavista (Vell.) Burkart
- Galactia brachyodon Griseb.
- Galactia brachypoda Torr. & A.Gray
- Galactia brachystachys Benth.
- Galactia brevipes Small
- Galactia broussonetii (Balb.) Colla
- Galactia bullata (Benth.) Taub.
- Galactia burkartii Fortunato
- Galactia canescens Benth.
- Galactia combsii Urb.
- Galactia crassifolia (Benth.) Taub.
- Galactia cuneata Alain
- Galactia decumbens Hoehne
- Galactia densiflora German & M.Sousa
- Galactia dictyophylla Urb.
- Galactia dimorpha Burkart
- Galactia discolor Donn.Sm.
- Galactia douradensis Taub.
- Galactia dubia DC.
- Galactia earlei Britton
- Galactia eggersii Urb.
- Galactia elliottii Nutt.
- Galactia erecta Vail
- Galactia eriosematoides Harms
- Galactia fasciculata Hassl.
- Galactia fiebrigiana Burkart
- Galactia filiformis (Jacq.) Benth.
- Galactia floridana Torr. & A.Gray
- Galactia galactia (L.) Vail
- Galactia galactioides (Griseb.) Hitchc.
- Galactia glabella Michx.
- Galactia glaucescens Kunth
- Galactia glaucophylla Kuntze
- Galactia gracillima Benth.
- Galactia grayi Vail
- Galactia grewiifolia (Benth.) Taub.
- Galactia heringeri Burkart
- Galactia herradurensis Urb.
- Galactia hoehnei Burkart
- Galactia incana (Rose) Standl.
- Galactia irwinii Cowan
- Galactia isopoda Urb.
- Galactia jenningsii Britton
- Galactia jussiaeana Kunth
- Galactia killipiana J.F.Macbr.
- Galactia lamprophylla Harms
- Galactia laotica Thuan
- Galactia latifolia (Baker) Thuan
- Galactia latisiliqua Desv.
- Galactia laxiflora Urb.
- Galactia lignosa (Turpin ex Pers.) Urb.
- Galactia lindenii Burkart
- Galactia lockhartii Griseb.
- Galactia longiflora Arn.
- Galactia longifolia (Jacq.) Benth.
- Galactia longipes Gagnep.
- Galactia macreei M.A. Curtis
- Galactia maisiana Alain
- Galactia marginalis Benth.
- Galactia martii DC.
- Galactia martioides Burkart
- Galactia megalophylla (F.Muell.) J.H.Willis
- Galactia mexicana Spreng.
- Galactia microphylla (Chapman) Hall & Ward
- Galactia minor W.H.Duncan
- Galactia minutifolia Urb.
- Galactia mississippiensis (Vail) Rydb.
- Galactia mollis Michx.
- Galactia monophylla Griseb.
- Galactia muelleri Benth.
- Galactia multiflora Robinson
- Galactia nana Burkart
- Galactia neesii DC.
- Galactia nummularia Urb.
- Galactia parvifolia A.Rich.
- Galactia peduncularis (Benth.) Taub.
- Galactia pendula Pers.
- Galactia pinetorum Small
- Galactia pretiosa Burkart
- Galactia prostrata Benth.
- Galactia regularis (L.) Britton & al.
- Galactia remansoana Harms
- Galactia revoluta Urb.
- Galactia rotundata Alain
- Galactia rubra (Jacq.) Urb.
- Galactia rudolphioides (Griseb.) Benth. & Hook.f.
- Galactia rugosa (Benth.) Chodat & Hassl.
- Galactia sangsterae Proctor
- Galactia savannarum Britton
- Galactia shumbae Harms
- Galactia smallii A.Herndon
- Galactia sparsiflora Standl. & Steyerm.
- Galactia spiciformis Torr. & A.Gray
- Galactia stereophylla Harms
- Galactia striata (Jacq.) Urb.
- Galactia suberecta Britton
- Galactia tashiroi Maxim.
- Galactia tenuiflora (Willd.) Wight & Arn.
- Galactia tephrodes A. Gray
- Galactia texana (Scheele) A.Gray
- Galactia uniflora Urb.
- Galactia vietnamensis Thuan
- Galactia viridiflora (Rose) Standl.
- Galactia weddelliana Benth.
- Galactia wrightii A.Gray